# Palladius (Caesar)
Palladius (* um 420; † wohl Anfang Juni 455) war im Frühjahr 455 Mitregent des weströmischen Kaisers Petronius Maximus.
Die einzige zeitgenössische Quelle, die über Palladius berichtet, ist die Chronik des Hydatius von Aquae Flaviae. Ihm zufolge war der Mitkaiser ein Sohn des Petronius Maximus aus einer früheren Ehe. In der zweiten Hälfte der 430er-Jahre könnte er die Praetur bekleidet haben.
Nach der Übernahme der Herrschaft am 17. März 455 ernannte ihn sein Vater zum Caesar und vermählte ihn mit einer der beiden Töchter des Vorgängers Valentinian III. Meist nimmt man eine Heirat mit der älteren Tochter Eudocia an, Dirk Henning vermutet jedoch, die jüngere Tochter Placidia könnte zur Frau des Palladius geworden sein. Weil Eudocia jedoch bereits mit dem Vandalen Hunerich verlobt war, nahm dessen Vater Geiserich die erzwungene Heirat zum Anlass, Rom anzugreifen und zu plündern. Petronius Maximus wurde am 31. Mai 455 auf der Flucht getötet, wobei er je nach Quelle von burgundischen foederati oder der plebs urbana (dem Volk von Rom) gesteinigt oder von einem römischen Soldaten namens Ursus erschlagen wurde. Danach verliert sich auch die Spur des Palladius, der aller Wahrscheinlichkeit nach ebenfalls den Tod fand.